# رياضة قتالية
الرياضة القتالية هي رياضة احتكاكية تنافسية تتضمن عادةً قتالًا فرديًا. في العديد من الرياضات القتالية، يفوز المتسابق بتسجيل نقاط أكثر من الخصم أو بتعطيل الخصم. تشترك الرياضات القتالية في نسب طويلة مع فنون الدفاع عن النفس.